# Bremer Häfen

Seehäfen an der Weser- und Jade-Mündung

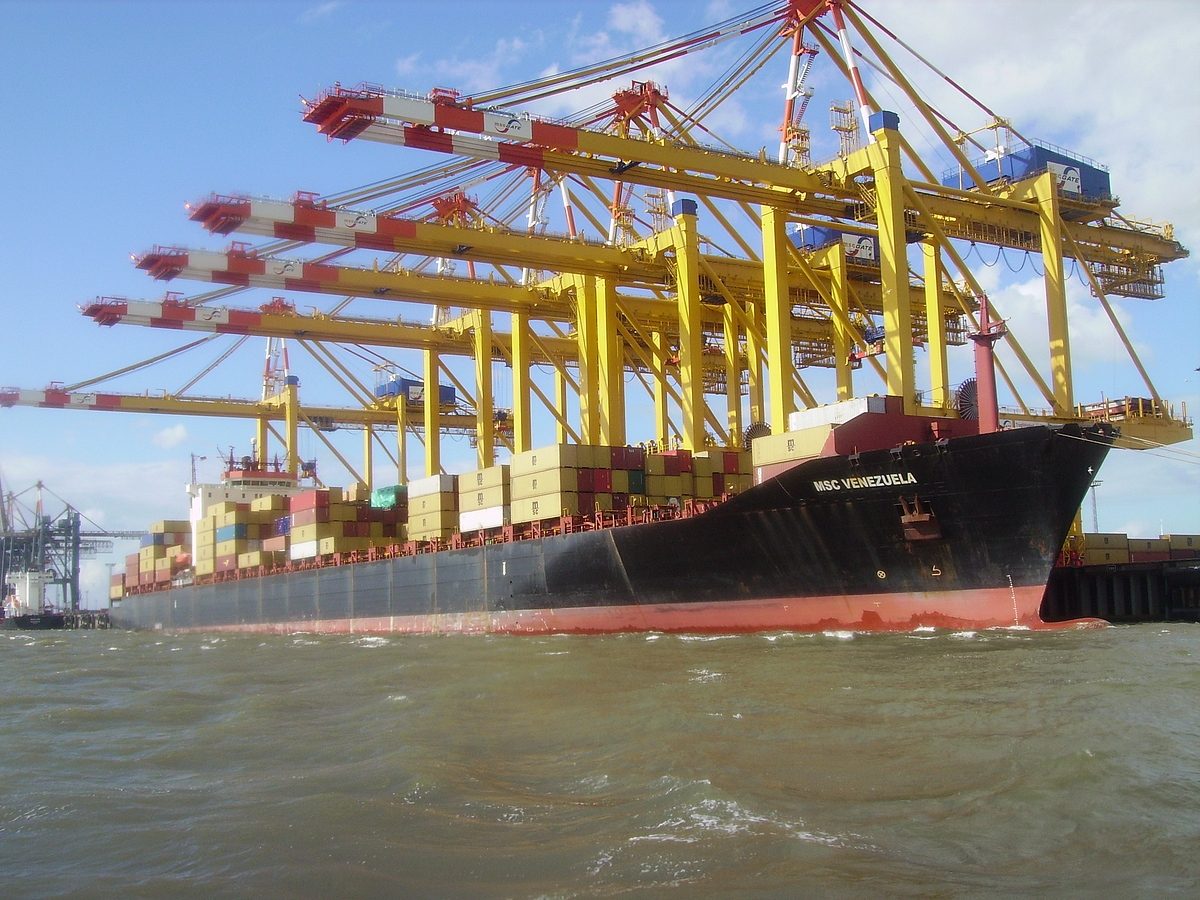
Containerschiff am Container-Terminal Bremerhaven

Die Bremischen Häfen umfassen die Hafengruppen Bremerhaven und Bremen. Die Bremischen Häfen sind der zweitgrößte deutsche und der viertgrößte europäische Seehafen (nach Rotterdam, Antwerpen und Hamburg). Sie werden durch die bremenports GmbH & Co. KG verwaltet.
Die Bremischen Häfen zählen in Europa zur Nordrange (Hamburg-Antwerp-Range), den Seehäfen an der südlichen Nordsee, und sie stehen im Wettbewerb mit den anderen Häfen dieses Gebietes, insbesondere mit Rotterdam und Antwerpen. Vorteile im Wettbewerb erreicht die Hafengruppe durch die Kooperation der Bremer Lagerhausgesellschaft (BLG) mit der Hamburger Eckelmann-Gruppe (Eurokai), die zusammen Eurogate bilden. Über Eurogate bestehen Beteiligungen am größten Containerhafen des Mittelmeeres Gioia Tauro im Süden Italiens.

Die bremischen Häfen haben ihre Klimabilanz deutlich verbessert. In den vergangenen acht Jahren konnten die Emissionen um 70 Prozent reduziert werden. Ziel ist es, bis Ende 2023 die Hafeninfrastruktur komplett CO2-neutral zu gestalten.

## Geschichte

### Versandung der Unterweser
Der Schiffsverkehr zu den Bremer Häfen wurde bereits zu Beginn des 17. Jahrhunderts durch die Versandung der Weser erschwert. Seeschiffe steuerten nicht mehr die in der Stadtmitte gelegenen Häfen Schlachte an, sondern auf der Unterweser wurden die Waren von den Seeschiffen auf Leichter umgeladen, an der Unterweser traditionell Eken genannt. Die Nachbarstaaten Oldenburg und Kurhannover suchten den Verkehr auf ihre eigenen Häfen umzuleiten, etwa die oldenburgischen Brake und Elsfleth. Darum hatte Bremen Mühe, flussabwärts einen geeigneten Vorhafen zu gründen. Der 1622/1623 angelegte Vegesacker Hafen hatte alsbald auch ein zu flaches Fahrwasser und stand außerdem seit dem Frieden von Habenhausen 1666 nur noch bedingt unter Bremer Kontrolle.

### Bremerhaven

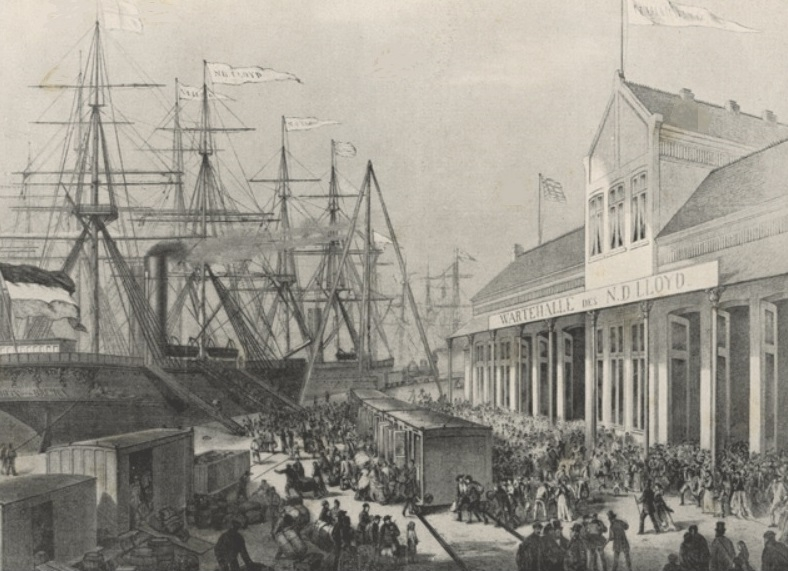
Das Abfertigungsgebäude des Norddeutschen Lloyd in Bremerhaven um 1870

Erst 1827 gelang es dem Bremer Senat, dem Königreich Hannover das Gelände der ehemaligen Carlsburg (Lehe) an der Nordseite der Mündung der Geeste in die Außenweser abzukaufen, samt umgebenden Deichvorland. Dort gründete der Stadtstaat den Ort Bremerhaven und legte ein erstes künstliches Hafenbecken an, den Alten Hafen. 1847 wurde Bremerhaven Ausgangspunkt der ersten Dampfschiffslinie von Europa nach Amerika. Durch seine Lage an der Außenweser hat die Seestadt den Vorteil des tieferen Fahrwassers. Über Schleusenanlagen sind tideunabhängige Hafenbereiche (Dockhäfen) geschaffen worden. Im Jahr 1845 gründete das Königreich Hannover an der Südseite der Geestemündung Hafen und Siedlung Geestemünde. Dieser Hafen lag günstiger als das alte Geestendorf und trat in Konkurrenz zu Bremerhaven.

### Auswanderer
Bedingt durch die Auswanderungen im 19. Jahrhundert wurde Bremerhaven ab 1852 zum größten Auswandererhafen in Europa. 76.000 Menschen verließen 1852 von hier aus Europa. 1832 erließ Bremen Bestimmungen über eine menschenwürdige Behandlung der Auswanderer. 1849/1850 entstand das Auswandererhaus Bremerhaven auf einem Gelände der ehemaligen schwedischen Festungsstadt Carlsburg. Als 1862 die Geestebahn von Bremen nach Geestemünde führte, blieben die Auswanderer in Bremen und erst bei der Abfahrt wurden sie mit Sonderzügen nach Bremerhaven zu ihren Schiffen gebracht.

### Weserkorrektion und moderne Hafenbecken

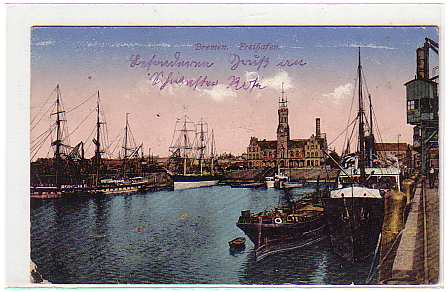
Der Bremer Freihafen 1918

In Bremen wurde ab 1887 ein flussabwärts des Stadtkerns gelegener Hafen, der Europahafen, gebaut, um den lukrativen Handel und Schiffsverkehr wieder an die Stadt zu holen. Im Folgejahr begann nach jahrelangen Vorarbeiten die Weserkorrektion, mit der das Fahrwasser der Unterweser nachhaltig vertieft wurde, so dass der Europahafen von modernen Hochseeschiffen angelaufen werden konnte. Als ebenfalls 1888 die Freie Hansestadt Bremen dem Deutschen Zollverein beitrat, blieb der neue Hafen Zollausland, indem er zum Freihafen erklärt wurde. Dieser lukrative Freihafen wurde 1891–1900 um den Holz- und Fabrikenhafen erweitert, heute das südlichste dem Hochseeverkehr dienende Hafenbecken Bremens. 1906 kam der Überseehafen hinzu. 1910 wurde nördlich der bisherigen Hafenbecken der Komplex der Industriehäfen eröffnet, im Gegensatz zu den vorigen durch eine Schleuse gesichert. An der Schlachte legten seitdem nur noch Ausflugsschiffe für Fahrten auf der Unter- und Außenweser an.

### Wesermünde
1924 wurden die in der Preußischen Provinz Hannover gelegene Städte Geestemünde und Lehe zur kreisfreien Stadt Wesermünde vereinigt. 1939 wurde auch Bremerhaven als Stadtteil in das preußische Wesermünde eingegliedert. Das Hafengebiet Bremerhavens verblieb als Stadtbremisches Überseehafengebiet Bremerhaven bei der Stadt Bremen.

### Nach 1945
Nach dem Zweiten Weltkrieg diente Bremerhaven als Nachschubhafen („Port of Embarkation“) für die US-Besatzungstruppen in Deutschland. Durch eine Übereinkunft der britischen und US-amerikanischen Besatzungsbehörden wurden 1947 das Stadt- und Landgebiet Bremens sowie der Stadtkreis Wesermünde, einschließlich Bremerhaven, zu „einem als Land zu bezeichnenden Verwaltungsgebiet“ erklärt.

### Neustädter Hafen
In den 1950er Jahren wuchs der Außenhandel. Die in Bremen auf der rechten Weserseite vorhandenen Umschlagkapazitäten reichten dafür nicht aus. Die Stadt entschloss sich 1960 dazu, ein 1,6 km² großes Gebiet auf der linken Weserseite zu erschließen. 1964 nahm dort der Neustädter Hafen als Freihafen seinen Betrieb auf; 1968 wurde er um ein Containerterminal erweitert, das heute allerdings nur noch unwesentlich zum Umschlag beiträgt.

### Containerterminal Bremerhaven
1968 wurde der erste Teil des Container-Terminals Bremerhaven gebaut, 1971 erfolgte die Erweiterung an der Nordostseite der Weser als Container-Terminal I (CT I). Die zunehmende Containerisierung, der größere Tiefgang für größer werdende Schiffe und die Zeitersparnisse führten zu einer Verlagerung des Verkehrs von Bremen nach Bremerhaven. 1975 wurden rund 400.000 Container in den bremischen Häfen umgeschlagen. Im September 2008 wurde schließlich, als letzter Bauabschnitt, das Container-Terminal IV (CT IV) eingeweiht. 2014 ist die Zahl der Container auf 3,43 Mio. gestiegen.

### Obere Hafenbecken
Der Hochseeverkehr in die Häfen im eigentlichen Bremen ging parallel dazu in den letzten beiden Jahrzehnten des 20. Jahrhunderts deutlich zurück. Übrig geblieben sind Rohstofflieferungen für im Hafengebiet oder nächster Nähe angesiedelte Industriebetriebe.
1998 wurde das Hafenbecken des 1906 eröffneten Überseehafens zugeschüttet, vor allem mit Baggergut aus der Fahrrinne der Unterweser. Seitdem entsteht hier aus dem Hafengebiet der multifunktionelle Stadtteil Überseestadt.

## Einzelstandorte
– ohne Sporthäfen und regionale Fahrgastschifffahrt –

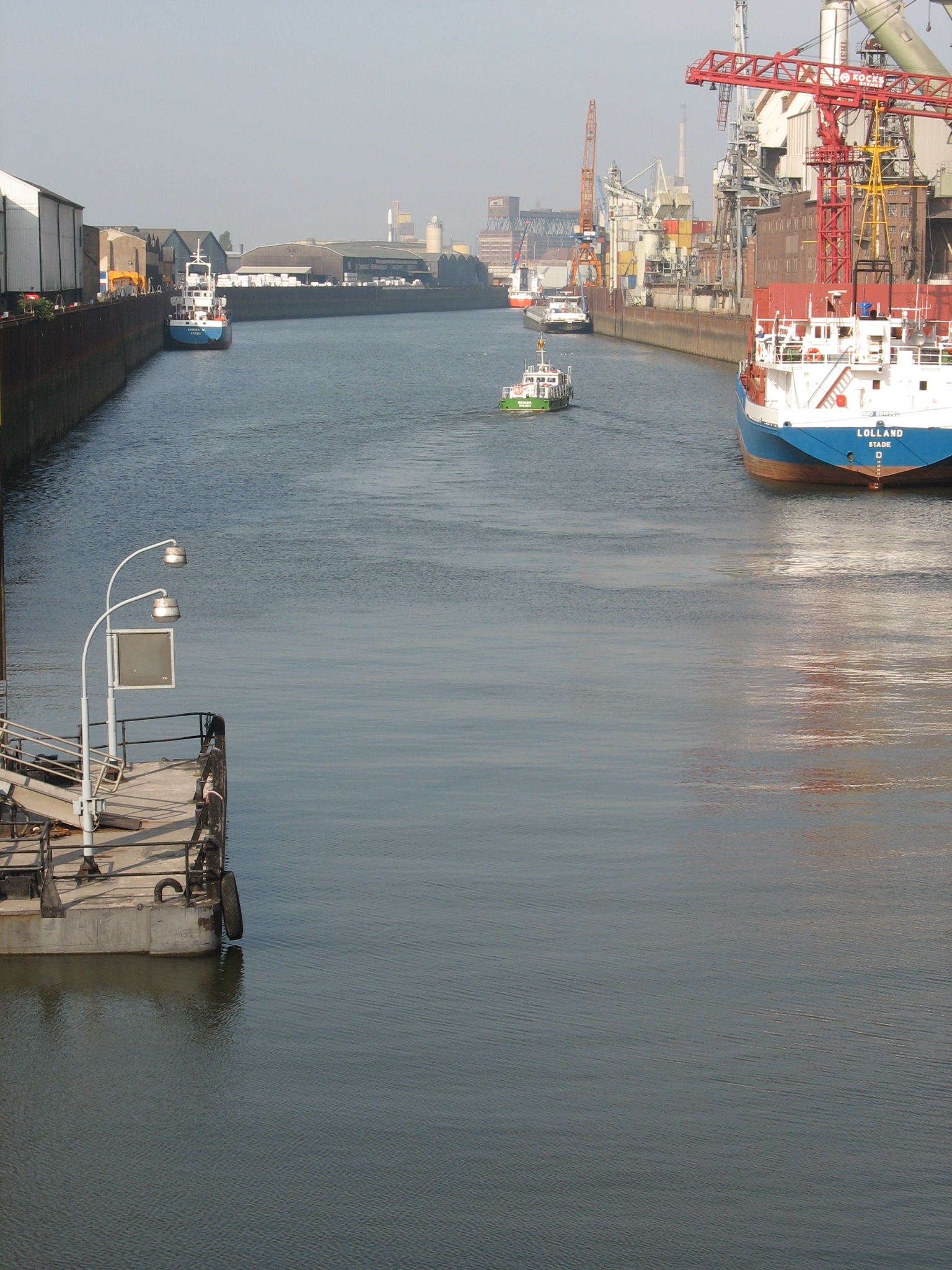
Bremer Handelshäfen: Holz- und Fabrikenhafen (2006)

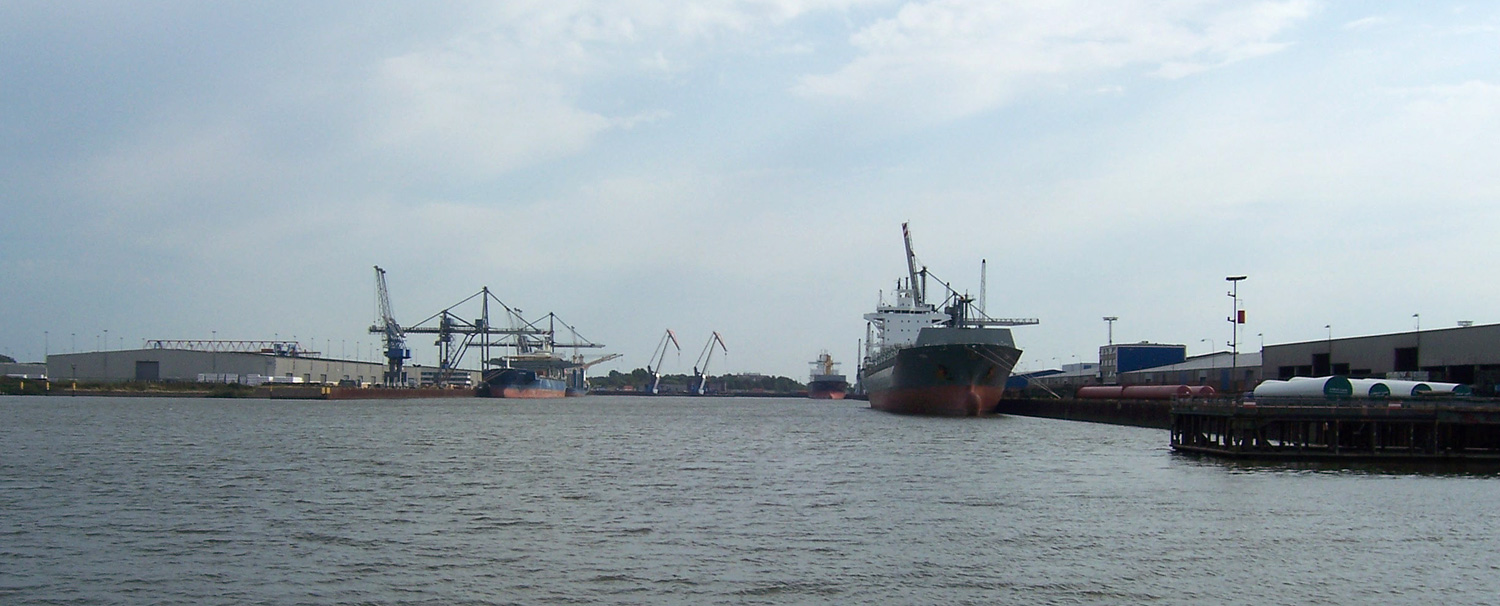
Neustädter Hafen

### Bremen
Im Stadtteil Hemelingen befindet sich der nur durch Binnenschiffe anlaufbare Weserhafen Hemelingen mit den Hafenbecken:
- Fuldahafen
- Werrahafen
- Allerhafen

Im Ortsteil Überseestadt, der zum Stadtteil Walle gehört, befinden sich
- der Europahafen
- der Holz- und Fabrikenhafen
- der Getreidehafen

Im Bremer Stadtteil Häfen befinden sich rechts der Weser
- hinter der Schleuse Oslebshausen die Industriehäfen mit sieben Hafenbecken, dem Hafenkanal Hafen A, Hafen F, Hafen E, Kalihafen, Kohlehafen (Kraftwerk Hafen), Hüttenhafen und Ölhafen
- am Stromufer der Stahlwerke Bremen der Mittelsbürener Hafen (Klöcknerhafen)

Links der Weser
- der kleine Hohentorshafen
- der Neustädter Hafen mit zwei Hafenbecken und das Güterverkehrszentrum

Im Stadtteil Blumenthal befinden sich
- der Seehafen für das Kohlekraftwerk Farge und
- die Autoumschlaganlage an der Kaje des früheren Vulkan-Geländes;
- die Hafenanlage für das (inzwischen stillgelegte) Tanklager Farge wurde abgerissen.

### Bremerhaven
Im Stadtteil Fischereihafen:
- der tideunabhängige Fischereihafen mit den Fischereihäfen I und II sowie dem Labradorhafen und dem Luneorthafen

Im Stadtteil Geestemünde:
- der Handelshafen, der sich auch in den Stadtteil Fischereihafen erstreckt

Im stadtbremischen Überseehafengebiet:
- die tideunabhängigen Dockhäfen mit den Kaiserhäfen I, II und III, dem Verbindungshafen, Nordhafen und Osthafen (Autoumschlag, Lloyd-Werft u. a.)
- das Kreuzfahrt-Terminal an der rund 1000 Meter langen Columbuskaje
- die tideabhängigen Container-Terminals I bis III, zusammen mit dem CT IV einer der größten Containerhäfen der Welt mit einer durchgehenden Stromkaje von rund 5 km Länge, mit 14 Liegeplätzen und 3 km² Stellflächen

Im Stadtteil Weddewarden:
- das Containerterminal IV

## Hafenumschlag
2020 wurden in den Bremischen Häfen 66,5 Mio. t Seegüter umgeschlagen (2019: 69.424 Mio. t; 2018: 74.371 Mio. t; 2017: 74,183 Mio. t; 2016: 74,2 Mio. t; 2015: 73,4 Mio. t; 2014: 78,3 Mio. t; 2013: 78,8 Mio. t; 2012: 84,0 Mio. t).

2020 wurden 4,857 Mio. TEU-Container umgeschlagen (2019: 4,857 Mio. TEU; 2018: 5,448 Mio. TEU; 2017: 5,514 Mio. TEU; 2016: 5,49 Mio. TEU; 2015: 5,55 TEU; 2014 und 2013: jeweils 5,8 Mio. TEU; 2012: 6,1 Mio. TEU).
2020 wurden in Bremerhaven 1,7 Mio. Pkw umgeschlagen (2019: 2,166 Mio.; 2018: 2,2 Mio. 2017: 2,3 Mio.; 2016: 2,068 Mio.; 2015: 2,255 Mio.; 2014: 2,3 Mio.; 2013: 2,179 Mio.). Der Seehafen Bremerhaven ist einer der größten Umschlagplätze für Automobile.
Über die Hafengruppe Bremerhaven werden vorrangig Container und Automobile umgeschlagen; der Seegüterumschlag lag 2020 bei 56,1 Mio. t (2019: 57,285 Mio. t; 2018: 62.078 Mio. t; 2017: 60,91 Mio. t; 2016: 62,98 Mio. t; 2015: 60,7 Mio. t; 2014: 65,4 Mio. t; 2013 66,151 Mio. t).
Die Hafengruppe Bremen (Bremen-Stadt) trug im Jahr 2020 mit 10,4 Mio. t (2019: 12,139 Mio. t; 2018: 12.293 Mio. t; 2017: 13.273 Mio. t; 2016: 12,191 Mio. t; 2015: 12,742 Mio. t; 2014: 12,835 Mio. t; 2013: 12,584 Mio. t) Seegütern zum Umschlagaufkommen bei, besonders Massengütern, darunter Erze und Kohle.
| Ein- und ausgehende Fracht, Schiffe und Passagiere | 1990   | 2000   | 2006   | 2007   | 2008    | 2009    | 2010   | 2011   | 2012   | 2013   | 2014   | 2015   | 2016   | 2017    | 2018    | 2019    | 2020  |
| -------------------------------------------------- | ------ | ------ | ------ | ------ | ------- | ------- | ------ | ------ | ------ | ------ | ------ | ------ | ------ | ------- | ------- | ------- | ----- |
| Güterverkehr über See in Mio. t                    | 30,204 | 44,77  | 64,6   | 69,1   | 74,5    | 63,1    | 68,861 | 80,626 | 84,028 | 78,734 | 78,236 | 73,410 | 75,171 | 74,183  | 74,371  | 69,424  | 66,5  |
| davon: Stückgut in Mio. t                          | 19,465 | 33,831 | 53,7   | 58,2   | 64,9    | 55,1    | 59,682 | 71,594 | 74,236 | 69,764 | 68,864 | 63,978 | 65,535 | 64,693  |         |         |       |
| Massengut in Mio. t                                | 10,739 | 10,939 | 10,8   | 10,9   | 9,5     | 7,9     | 9,179  | 9,033  | 9,765  | 8,97   | 9,372  | 9,432  | 9,636  | 9,49    |         | 9,8     | 8,6   |
| Container in Mio. t                                | 11,43  | 27,722 | 44,804 | 48,73  | 54,933  | 48,73   | 51,934 | 62,767 | 65,141 | 60,918 | 59,917 | 55,107 | 57,666 | 54,967  | 56,775  | 51,801  | 51,1  |
| Container in Mio. Stück                            | 0,778  | 1,653  | 2,644  | 2,916  | 3,244   | 2,739   | 2,905  | 3,558  | 3,662  | 3,467  | 3,437  | 3,263  | 3,244  | 3,212   | 3,176   | 2,832   |       |
| Container in Mio. TEU                              | 1,198  | 2,752  | 4,444  | 4,892  | 5,448   | 4,579   | 4,876  | 5,925  | 6,134  | 5,838  | 5,777  | 5,479  | 5,535  | 5,509   | 5,448   | 4,857   | 4,8   |
| Kfz in Mio. Stück                                  | 0,707  | 1,10   | 1,89   | 2,07   | 2,08    | 1,23    | 1,631  | 2,128  | 2,182  | 2,179  | 2,27   | 2,255  | 2,068  | 2,304   | 2,209   | 2,166   | 1,7   |
| Seeschiffe, Anzahl                                 |        |        | 9946   | 10018  | 9646    | 7485    | 7136   | 7194   | 7897   | 7724   | 8175   | 7881   | 7887   | 7683    | 7517    | 6650    | 5978  |
| Mittlere Schiffsgröße, (BRZ je Schiff)             |        |        | 17.500 | 18.900 | 20.776  | 23.624  | 25.566 | 29.089 | 31.054 | 33.069 | 33.351 | 31.616 | 30.622 | 32.659  | 32.685  | 33.158  |       |
| Binnenschiffe, Anzahl                              | 8000   | 5824   | 7026   | 7816   | 7352    | 6024    | 6745   | 6672   | 6112   | 7233   | 7728   | 7112   | 7782   | 7701    | 8301    | 7232    |       |
| Binnenschiffsfracht in Mio. t                      | 5,18   | 5,069  | 5,61   | 6,43   | 5,88    | 5,00    | 5,709  | 6,39   | 6,436  | 5,295  | 5,324  | 5,004  | 5,151  | 5,024   | 5,215   | 3,97    |       |
| Kreuzfahrtpassagiere                               | 37.455 | 53.448 | 69.900 | 74.500 | 127.200 | 125.900 | 57.394 | 51.369 | 62.580 | 66.481 | 68.939 | 65.757 | 98.530 | 165.610 | 238.213 | 246.995 | 2.596 |

Die Umschlagleistung in den Bremischen Häfen ist durch starken Zuwachs in den Jahren zwischen 1990 und 2007 geprägt. Die Umschlagmenge hatte sich verdoppelt, die Anzahl der umgeschlagenen Automobile verdreifacht. Durch die weltweite Finanzkrise kam es 2008 und 2009 zu deutlichen Rückgängen, insbesondere bei Automobilen. Dieser Einbruch bei den Umschlagmengen konnte 2010 weitgehend ausgeglichen werden und 2011 über das Niveau von 2007 gesteigert werden. Weitere Steigerungen, insbesondere beim Containerumschlag, werden sich entsprechend auf den Seehafenhinterlandverkehr auswirken.
| Massen- und Stückgut-Umschlag (ohne Container) | 2005   | 2006   | 2007   | 2008   | 2009   | 2010   | 2011 | 2012 | 2013 | 2015   | 2016   | 2017   | 2018   | 2019   |
| ---------------------------------------------- | ------ | ------ | ------ | ------ | ------ | ------ | ---- | ---- | ---- | ------ | ------ | ------ | ------ | ------ |
| Gesamt (in Mio. Tonnen)                        | 16,856 | 19,753 | 20,366 | 19,591 | 14,284 | 16,920 |      | 18,8 | 17,8 | 18,301 | 17,505 | 19,057 | 17,457 | 17,621 |
| davon:                                         |        |        |        |        |        |        |      |      |      |        |        |        |        |        |
| Erze und Metallabfälle                         | 3,915  | 5,033  | 5,268  | 4,286  | 3,522  | 4,488  |      |      |      |        |        |        |        |        |
| Eisen, Stahl, NE-Metalle                       | 2,415  | 2,976  | 3,401  | 3,562  | 2,236  | 2,721  |      |      |      |        |        |        |        |        |
| Fahrzeuge, Maschinen u. ä.                     | 3,594  | 4,002  | 4,360  | 4,764  | 2,855  | 3,557  |      |      |      | 4,721  | 4,436  | 4,946  | 4,777  | 4,683  |
| Mineralölerzeugnisse                           | 2,068  | 2,276  | 1,524  | 1,638  | 1,307  | 1,379  |      |      |      |        |        |        |        |        |
| Kohle, Koks u. ä.                              | 1,216  | 1,715  | 1,951  | 1,647  | 1,395  | 1,757  |      |      |      |        |        |        |        |        |
| Land- u. forstwirtsch. Erzeugnisse             | 1,154  | 1,105  | 1,156  | 0,846  | 0,662  | 0,734  |      |      |      | 0,445  | 0,302  | 0,350  | 0,304  | 0,277  |
| Andere Nahrungs- u. Futtermittel               | 0,676  | 0,658  | 0,687  | 0,626  | 0,867  | 0,683  |      |      |      | 0,350  | 0,388  | 0,276  | 0,302  | 0,301  |
| übrige Waren                                   | 1,818  | 1,988  | 2,019  | 2,222  | 1,440  | 1,601  |      |      |      |        |        |        |        |        |

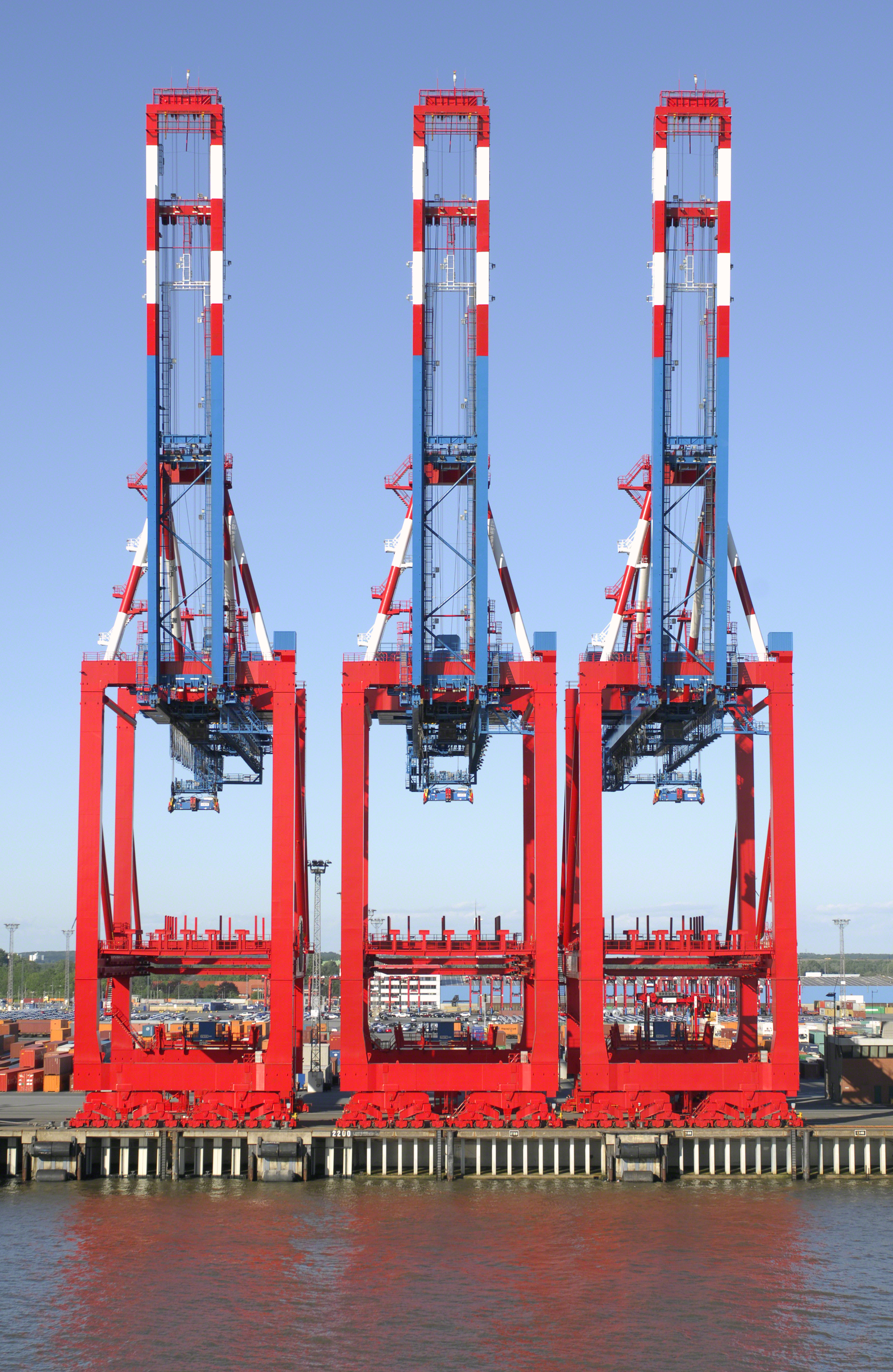
Containerbrücken im Hafen von Bremerhaven

Im Jahr 2010 legten 7136 Seeschiffe mit insgesamt 182 Mio. BRZ in der Hafengruppe Bremen/Bremerhaven an, davon 3762 Containerschiffe, 1223 Stückgut-Frachtschiffe, 1156 Ro-Ro-Schiffe/Fährschiffe und Fahrzeug-Transportschiffe sowie 213 sonstige Seeschiffe. Die 53 % der Containerschiffe hatten dabei einen Anteil von 76 % am Hafenumschlag über See. In den fünf Jahren zwischen 2005 und 2010 war die durchschnittliche Schiffsgröße um 50 % von 17.000 auf rund 20.000 BRZ gestiegen. Dieser Trend wird vor allem durch Containerschiffe geprägt und sich weiter fortsetzen, worauf mit einer Vertiefung des Fahrwassers in der Unterweser reagiert wird.

2015 waren es in den Bremischen Häfen insgesamt 7881 Seeschiffe mit zusammen 229,609 Mio. BRZ, davon 3594 Containerschiffe, 1437 RoRo-Autotransporter, 1243 Stückgut-Frachtschiffe, 622 Tankschiffe, 344 Schüttgut-Frachtschiffe, 103 Fahrgastschiffe und 538 sonstige Seeschiffe.

Im Jahr 2019 liefen insgesamt 6650 Seeschiffe mit zusammen 220.503 BRZ die bremischen Häfen an, darunter 2393 Containerschiffe (mit 125.043 BRZ), 1390 Stückgutschiffe (13.608 BRZ), 1338 RoRo-/Fahrzeug-Transportschiffe (64.571 BRZ), 582 Tankschiffe (2.654 BRZ), 308 Schüttgutschiffe (6.346 BRZ) und 130 Fahrgastschiffe (5.602 BRZ).

2020 wurden 5978 Schiffe abgefertigt, darunter 2359 Containerschiffe, 1295 Stückgutfrachter und 1091 RoRo-/Autotransporter.
Handelspartner

Wichtigste Ausgangs- bzw. Empfangsländer der Seehäfen des Landes Bremen waren 2019 (Zahlen in Millionen Tonnen):
- Import: Russland: 3,816 – VR China: 3,471 – Norwegen: 3,413 – USA: 2,638 – Finnland: 1,969 – Schweden: 1,921 – Polen: 1,678 – Frankreich: 1,488 – Myanmar: 1,425 – Kanada: 0,923 – Litauen: 0,895 – Dänemark: 0,768
- Export: USA: 6,55 – VR China: 3,099 – Mexico: 1,722 – Singapur: 1,58 – Russland: 1,297 – Belgien: 1,201 – Oman: 1,2 – Türkei: 1,108 – Südafrika: 1,044 – Polen: 0,922 – Großbritannien: 0,898 – Kanada: 0,883

Knapp die Hälfte der Warenumschläge finden zu Staaten in Europa statt.

## Containerhäfen

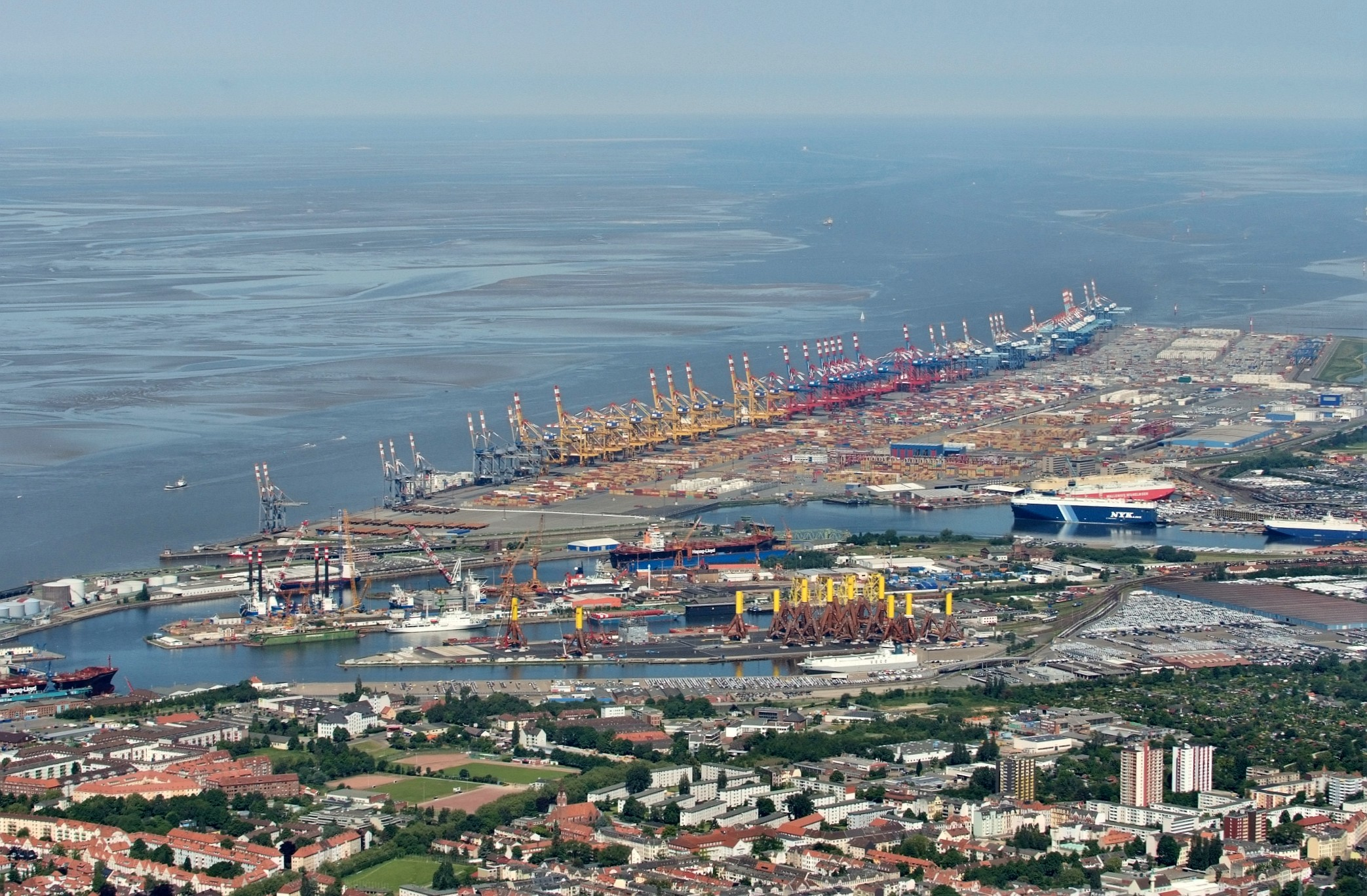
Luftaufnahme des Container-Terminals in Bremerhaven

### Bremerhaven
Das Container-Terminal Bremerhaven gehört seit Jahren zu den größten Containerhäfen der Welt.
1968 entstand die erste Stromkaje von 700 m Länge. Bis 2008 wurde sie auf 5.000 m verlängert. Die Stellfläche von 3 Mio. m² ist die größte geschlossene Stellfläche der Welt und im Guinness-Buch der Rekorde eingetragen. Umgeschlagen wurden 2008 rund 3,24 Mio. Container mit rund 55 Mio. Tonnen Gewicht und bei 5,45 Mio TEU (Einheiten).
Der Umschlagsbereich wird von drei Firmen betrieben:
- Gemeinschaftsbetrieb BLG / Eurokai KGaA (Eurogate)
- Gemeinschaftsbetrieb Eurogate/MSC (MSCgate)
- Gemeinschaftsbetrieb Eurogate/Maersk (NTB)

Im Containerverkehr über See sind in TEU gerechnet die VR China (749.226), USA (662.599), Russische Föderation (390.712), Polen (196.256), Finnland (168.535), Schweden (131.601) und Norwegen (124.562) die führenden Länder, die von der Hafengruppe aus beliefert werden.

### Bremen
Das Containerterminal im Neustädter Hafen wurde ab 1964 geschaffen. Es hat inzwischen für den Containerverkehr nur noch eine untergeordnete Bedeutung.

### Hinterlandverkehr

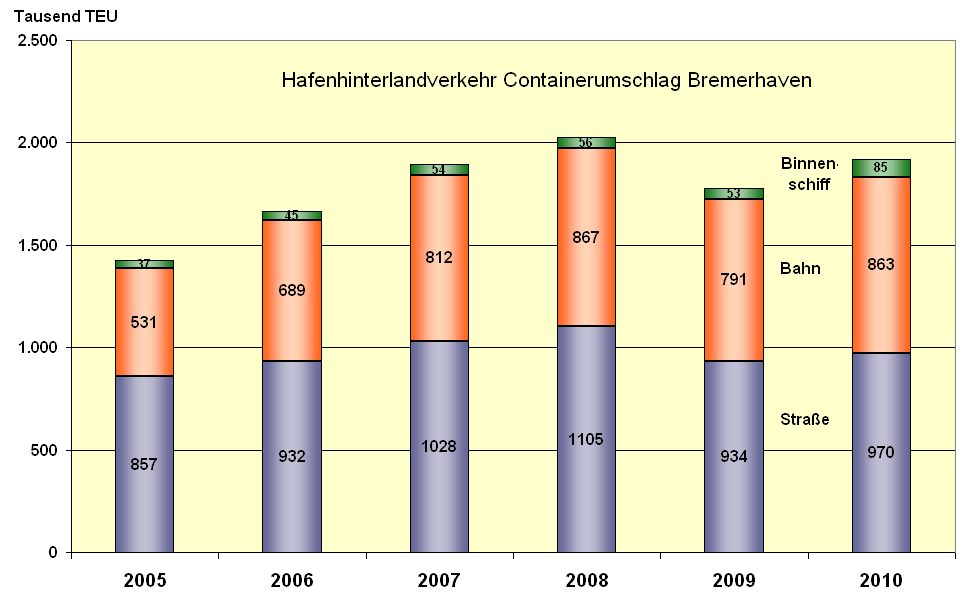
Hafenhinterlandverkehr durch Containerumschlag

2010 wurden von den 4,9 Mio. TEU durch seeseitigen Feederverkehr rund 3,0 Mio. TEU transportiert.1,9 Mio. TEU gehörten zum Hinterlandtransport. Diese Container-An- und -Abtransporte wurden zu 51 % über die Straße, zu 45 % über die Schiene und nur zu 4 % per Binnenschiff abgewickelt. Der Anteil des Schienenverkehrs hat im Zeitraum 2005 bis 2010 von 37 auf 45 % zugenommen.

### Schifffahrtslinien
Die wichtigsten Schifffahrtslinien führen nach Nordamerika, Südamerika, in den mittleren Osten und nach Asien.

## Passagierverkehr
Im Bereich des Passagierverkehrs sind von der Columbuskaje, dem „Kreuzfahrt-Terminal Bremerhaven“, im Jahr 2009 rund 126.000 Passagiere auf Kreuzfahrtschiffen abgefahren oder angekommen. Früher legten hier die weltbekannten Schiffe mit dem Blauen Band wie die „Bremen“ (1929), die „Europa“ (1928) vom Norddeutschen Lloyds und die „United States“ (1952) von der United States Line an und ab.

## Kfz-Umschlag
Der Umschlag von Kraftfahrzeugen ist in Bremerhaven – mit rund 2,2 Millionen Fahrzeugen im Jahr 2018 – sehr bedeutend, für Deutschland ist es der umschlagstärkste vor Emden und Cuxhaven, für Europa nach Zeebrugge der zweitwichtigste.
Autoumschlag gibt es auch an der tideabhängigen Stromkaje in Blumenthal.

## Binnenschifffahrt
Die Hafengruppe Bremen/Bremerhaven ist mit einem Güterumschlag von jährlich 5 bis 6,5 Mio. Tonnen, die von 6000–7000 Binnenschiffen transportiert werden, in der Binnenschifffahrt einer der größten Binnenhäfen in Deutschland (Rang 8). Bedingt durch die vielen einzelnen Häfen ist dieser Verkehr sehr dezentral.

## Soziale Einrichtungen
- Die Deutsche Seemannsmission e. V. (DSM German Seaman’s Mission), eine christliche Sozialeinrichtung für Seeleute, hat ihren Hauptsitz in Bremen. Sie betreibt Stationen in 16 deutschen Städten und 17 Städten außerhalb Deutschlands. Am Hauptsitz, der in der Straße Jippen im Stephaniviertel in Bremen-Mitte gelegen ist, befindet sich auch das Seemannsheim Bremen. Es wird von der Bremer Seemannsmission e. V. betrieben und ist für die Häfen in der Stadt Bremen zuständig.
- Für die Häfen in Bremerhaven einschließlich des Stadtbremischen Überseehafengebietes Bremerhaven ist die Deutsche Seemannsmission Bremerhaven zuständig, die als Station Bremerhaven zur Deutschen Seemannsmission Hannover gehört. Sie betreibt in Bremerhaven das Seemannsheim Fischereihafen sowie einen Seemannsclub.

## Hafenbaudirektoren, Oberbaudirektoren
Ein Hafenbauamt bestand in Bremen im 19. Jahrhundert bis etwa um 1985. Für den Hafenbau bzw. für den Strom war in der Leitungsebene ein Hafenbaudirektor und darüber der Oberbaudirektor zuständig. (Achtung: Die Bezeichnung des Funktionsgrades ist nicht immer übereinstimmen mit der Dienstgradbezeichnung.)
- Jacobus Johannes van Ronzelen (1800–1865), 1827 Hafenbaudirektor für Bremerhaven, später auch für Bremen
- Carl Friedrich Hanckes (1829–1891), ab 1872 Hafenbaudirektor
- Ludwig Franzius (1832–1903), 1875 bis 1903 bis Oberbaudirektor
- Hermann Bücking (1848–1926), 1903 bis 1915 Oberbaudirektor
- Eduard Suling (1856–1922), 1913 Hafenbaudirektor, 1915 bis 1922 Oberbaudirektor
- Heinrich Tillmann (1867–1959), 1920 Hafenbaudirektor, 1922 bis 1933 Oberbaudirektor
- Anton Hacker (1879–1942), 1922 bis 1942 Hafenbaudirektor
- Ludwig Plate (1883–1967), 1923 bis 1949 Strombaudirektor, ab 1933 Oberbaudirektor
- Arnold Agatz (1891–1980), 1930 Hafenbaudirektor, ab 1931 Professor für Grundbau, Wasser- und Hafenbau
- Ralph Lutz (1915–1993), nach 1945 Hafenbaudirektor, dann bis 1973 Senatsbaudirektor
- Hans-Günter Rinne, Hafenbaudirektor um 1970er und 1980er Jahre